# هانا روبرتس
هانا روبرتس (بالإنجليزية: Hannah Roberts)‏ هي متسابقة ملكة الجمال أمريكية، ولدت في 21 أغسطس 1994 في ماونت أوليف في الولايات المتحدة.